# Lugovskij
Lugovskij (in russo Луговский?) è un insediamento di tipo urbano della Russia, situato nell'Oblast' di Irkutsk.